# Église Saint-Sulpice de Niherne
Pour les articles homonymes, voir Église Saint-Sulpice et Saint Sulpice.
L'église Saint-Sulpice de Niherne est une église catholique française. Elle est située sur le territoire de la commune de Niherne, dans le département de l'Indre, en région Centre-Val de Loire.

## Situation
L'église se trouve dans la commune de Niherne, au centre du département de l'Indre, en région Centre-Val de Loire. Elle est située dans la région naturelle de la Champagne berrichonne. L'église dépend de l'archidiocèse de Bourges, du doyenné de Châteauroux et de la paroisse de Châteauroux - Saint-Gildas.

## Histoire
L'édifice est inscrit au titre des monuments historiques, le 26 janvier 1927.